# Rhododendron 'Caractacus'
Rhododendron 'Caractacus' — сорт вечнозелёных рододендронов, гибрид Rhododendron catawbiense.

## Биологическое описание
В возрасте 10 лет высота растений около 200 см.
Листья обратнояйцевидные, матовые, 125×50 мм. Черешок листа сверху оранжево-серый, снизу зелёный.
Соцветие круглое, несёт около 11—17 цветков. Бутоны зимой зелёные, дымчато-оранжевые.
Цветки широко-колокольчатые, 40×60 мм, яркие, фиолетово-розовые (по другим описаниям пурпурно-малиновые с несколькими зеленоватыми пятнами). Аромат отсутствует. Тычинки розовые.
Цветение: конец мая — середина июня.

## В культуре
Выдерживает понижения температуры до -32 ºC.
Очень восприимчив к Phytophthora cinnamomi.

## Потомки
- 'Lieselotte Herrmann', Erich Herrmann, до 1966 — сеянец от 'Caractacus'
- 'Aubrietia', Bernhard Knorr, 1975 — побеговая мутация от 'Caractacus'
- 'Ballfee', Erich Herrmann, 1964 =('Caractacus' × Rhododendron 'Chevalier Felix de Sauvage'|'Chevalier Felix de Sauvage')
- 'Csardas', Erich Herrmann, 1964 =('Caractacus' × 'Britannia')
- 'Exzellenz', Erich Herrmann, 1964 =('Caractacus' × 'Britannia')
- 'Lausitz', Erich Herrmann, 1964 =('Caractacus' × 'Louis Pasteur')
- 'Lunaria', Bernhard Knorr, 1975 =('Caractacus' × 'Catawbiense Boursault')
- 'Marka', Bohumil Kavka, 1929 =('Caractacus' × Rhododendron decorum)
- 'Orchid', Bernhard Knorr, 1975 =('Caractacus' × 'Catawbiense Boursault')
- 'Passion', Hans Hachmann, 1959 =('Caractacus' × 'Hugh Koster')
- 'Rakete', Erich Herrmann, 1964 =('Caractacus' × 'Louis Pasteur')
- 'Arnost Silva-Tarouca', Bohumil Kavka, до 1965 =(Rhododendron decorum × 'Caractacus')
- 'Motyl', Bohumil Kavka, около 1958 =(Rhododendron decorum × 'Caractacus')
- 'Panenka', Bohumil Kavka, около 1958 =(Rhododendron decorum × 'Caractacus')
- 'Saba', Bohumil Kavka, 1929 =(Rhododendron decorum × 'Caractacus')
- 'Violetta', Bohumil Kavka, до 1965 =(Rhododendron decorum × 'Caractacus')
- 'Professor Doktor Georg Pniower', Bernhard Knorr, до 1983 =(('Caractacus' × 'Silke') × ('Frühlingszauber' x 'Johann'))
- 'Reppur', Bernhard Knorr, около 1986 =(('Johann' x 'Silke') × ('Frühlingszauber' x 'Caractacus'))